# Bechhofen (Pfalz)
Bechhofen település Németországban, Rajna-vidék-Pfalz tartományban. Lakosainak száma 2171 fő (2023. december 31.).

## Népesség
A település népességének változása:
| Lakosok száma | 1995 | 2153 | 2141 | 2121 | 2163 | 2174 | 2171 |
|               | 1975 | 2014 | 2017 | 2019 | 2021 | 2022 | 2023 |